# Коупленд, Дуглас
Ду́глас Кэ́мпбелл Ко́упленд (англ. Douglas Campbell Coupland; 30 декабря 1961 года, Баден-Баден, Баден-Вюртемберг) — канадский писатель.

## Биография
Дуглас Кэмпбелл Коупленд родился 30 декабря 1961 года в семье доктора Дугласа Чарльза Томаса и Джанет Коуплендов на канадской военно-воздушной базе близ Баден-Бадена в Германии. Он был вторым из четырёх сыновей в семье. В 1965 году его семья возвращается на родину в Ванкувер, Канада. В этом городе Коупленд изучает искусство и дизайн, затем продолжает своё образование в Милане и Саппоро. Работая по специальности, он добивается серьёзного успеха и становится обладателем двух премий в области промышленного дизайна.
Вернувшись в Ванкувер в 1986 году, Коупленд начинает сотрудничать с местной прессой, регулярно публикуя статьи о молодёжи и популярной культуре. В одной из таких статей он использует выражение «generation X» для обозначения поколения своих сверстников — людей, рождённых в 60—70-е годы. Коупленд получает заказ на книгу о своём поколении, но вместо документального исследования он пишет роман «Поколение X», который после публикации в марте 1991 года быстро приобретает культовый статус.
В 1994 году Коупленд работает в журнале Wired и пишет рассказ о жизни работников корпорации Microsoft. Заинтересовавшись темой, он переезжает в Калифорнию, погружается в атмосферу Кремниевой долины и пишет роман «Рабы Майкрософта» (англ. Microserfs). По совпадению, роман был опубликован на одной неделе с выходом операционной системы Windows 95.
В некоторых последующих книгах Коупленд продолжает исследовать современную культуру высоких технологий. В 2006 году выходит книга jPod, которую можно считать аналогом «Рабов Майкрософта» для поколения Google — первый роман Коупленда в духе Web 2.0.